# Station Nagitsuji
Station Nagitsuji (椥辻駅, Nagitsuji-eki) is een metrostation in de wijk Yamashina-ku in de Japanse stad  Kyoto. Het wordt aangedaan door de Tōzai-lijn. Het station heeft twee sporen, gelegen aan een enkel eilandperron.

## Treindienst

### Metro van Kioto
Het station heeft het nummer T05.
| 1 | ■ Tōzai-lijn | richting Yamashina, Karasuma Oike en Uzumasa Tenjingawa |
| 2 | ■ Tōzai-lijn | richting Rokujizō                                       |

## Geschiedenis
Het station werd in 1997 geopend.

## Overig openbaar vervoer
Bussen van Keihan.

## Stationsomgeving
- Stadsdeelkantoor van Yamashina-ku
- Gevangenis van Kioto
- Graf van Sakanoue no Tamuramaro
- Ōishi-schrijn
- Kioto Tachibana Universiteit
- Ringweg van Kioto
- Nagitsuji-ziekenhuis
- Gourmet City
- McDonald's
- 7-Eleven

Rokujizō · Ishida · Daigo · Ono · Nagitsuji · Higashino · Yamashina · Misasagi · Keage · Higashiyama · Sanjō Keihan · Kyoto Shiyakusho-mae · Karasuma Oike · Nijōjō-mae · Nijō · Nishiōji Oike · Uzumasa Tenjingawa